# Ганс-Релефф Ріге
Ганс-Релефф Ріге (нім. Hans-Releff Riege; 23 квітня 1892, Куксгафен — 27 травня 1941, Північна Атлантика) — німецький військовий медик, контрадмірал медичної служби крігсмаріне (1 листопада 1941, посмертно).

## Біографія
У квітні-вересні 1911 року проходив дійсну службу в 42-му піхотному полку. Отримав вищу медичну освіту, доктор медицини. Після початку Першої світової війни призваний на флот, військовий лікар. Служив в наземних частинах ВМС у складі корпусу «Фландрія», з липня 1916 року  — у Вільгельмсгафені. З 21 жовтня 1917 року — помічник лікаря малого крейсера «Грауденц».
Після закінчення війни залишився на флоті, служив в різних частинах, в тому числі у військово-морському госпіталі в Кілі-Віку. З 10 жовтня 1922 року — корабельний лікар крейсера «Ганза». 1 жовтня 1923 року переведений в університетську клініку в Кілі, з 5 жовтня 1925 року — в Тропічний інститут (Гамбург). З 13 грудня 1925 року — корабельний лікар крейсера «Гамбург», з 1 квітня 1927 року — головний лікар військово-морського госпіталю у Вільгельмсгафені. З 3 січня 1930 року — корабельний лікар лінійного корабля «Ельзас», з 25 лютого 1930 року — «Шлезвіг-Гольштейн». 28 вересня 1930 року переведений в санітарний відділ Морського керівництва, з 1 жовтня 1936 року — начальник відділу Управління особового складу ОКМ.
1 квітня 1939 року очолив Військовий відділ Санітарного управління ОКМ, а 9 грудня 1939 року призначений головним лікарем військово-морського госпіталю в Кілі-Віку. 20 грудня 1940 року переведений в штаб чинного флоту і очолив санітарну службу флоту. Загинув на лінійному кораблі «Бісмарк» разом з командувачем флоту адміралом Гюнтером Лют'єнсом і всім штабом флоту.

## Нагороди
- Залізний хрест 2-го класу
- Фландрійський хрест
- Почесний хрест ветерана війни з мечами (15 листопада 1934)
- Почесний знак Німецького Червоного Хреста
  - хрест Заслуг (21 квітня 1936)
  - 1-го класу (16 жовтня 1937)
- Медаль «За вислугу років у Вермахті»
  - 4-го, 3-го і 2-го класу (18 років; 2 жовтня 1936) — отримав 3 нагороди одночасно.
  - 1-го класу (25 років)
- Німецька імперська відзнака за фізичну підготовку